# 팡일만 대교
팡일만 대교(영어: Panguil Bay Bridge)는 팡일만을 가로지르는 길이 3.77km의 교량이다. 한국수출입은행의 대외경제협력기금(EDCF)을 재원으로 대한민국의 기업들이 설계와 시공을 맡은 대규모 공적개발원조(ODA) 사업으로 건설되어 2024년 9월 개통하였다.

## 역사
팡일만 대교 프로젝트는 로드리고 두테르테 필리핀 대통령의 인프라 구축·건설 프로젝트인 BBB(Build, Build, Build)의 핵심 사업으로, 후임 봉봉 마르코스 대통령이 승계하였다.

## 건설
한국수출입은행의 EDCF를 재원으로 대한민국의 기업들이 설계와 시공을 맡은 대규모 공적개발원조(ODA) 사업으로, 사업비는 1억 1,400만 달러(약 1,553억 원)이다.
- 차주: 필리핀 재무부
- 설계·시공: 남광토건·극동건설·금광
- 검토·감리: 평화건설·경호·유신

## 교통
왕복 2차로의 팡일만 대교의 개통으로 육로 이용 시 편도 2시간 30분이 소요되던 탕구브-투보드 간 이동 시간이 7분으로 단축되었다.